# ジェニファー・ヴァイス
ジェニファー・ヴァイス（Jennifer Weiß、1985年5月18日 - ）は、ドイツの女性声優。

## 人物
20代前半の頃より舞台俳優、その後に歌手としての経験を積んでいった。

## 出演作品

### ドラマ
- コールドケース 迷宮事件簿 (ケイト・ランゲ)
- ゴースト 〜天国からのささやき
- 超能力ファミリー サンダーマン (サラ)

### 映画
- なんちゃって家族 (メリッサ)

### 国内アニメ
- あずまんが大王 (春日歩)
- けいおん! (田中律)
- ドラゴンボール改 (チチ)
- 中二病でも恋がしたい！ (五月七日くみん)
- ソードアート・オンラインII(シノン/朝田詩乃)
- ダンガンロンパ 希望の学園と絶望の高校生 The Animation（舞園さやか）
- 遊☆戯☆王ARC-V (柊柚子)

### 海外アニメ
- マイリトルポニー (ピンキーパイ)
- ミラキュラス レディバグ&シャノワール (ティッキー)
- モンスター・ハイ (ハニー・スワンプ)

### 劇場アニメ
- シュガーラッシュ (アドラビーズル・ウィンターポップ)
- 劇場版 ソードアート・オンライン -オーディナル・スケール- (シノン/朝田詩乃)
- 遊☆戯☆王 THE DARK SIDE OF DIMENSIONS (セラ)

### ゲーム
- イナズマイレブン (木野秋)
- ゼルダの伝説 ブレス オブ ザ ワイルド DLC 2（プルア）
- サイバーパンク2077 (ブルー・ムーン)
- フォートナイト (ジリー・ ティーカップ)
- レイトン教授と最後の時間旅行 (アロマ)